# Filmfare Award du meilleur parolier
Le Filmfare Awards du meilleur parolier (Filmfare Award for Best Lyricist) est une récompense remise au meilleur parolier indien de l'année par le magazine Filmfare, lors de la cérémonie annuelle des Filmfare Awards, depuis 1959.
- Le premier lauréat fut Shailendra pour la chanson Yeh Mera Deewanapan Hain du film Yahudi.

## Liste des lauréats et des nommés
Les lauréats apparaissent en gras.

### Années 1950-1960
- 1959 : Shailendra – "Yeh Mera Deewanapan Hain" - Yahudi
  - Sahir Ludhianvi – "Aurat Ne Janam Diya" - Sadhna
  - Shailendra – "Meri Jaan" - Yahudi
- 1960 : Shailendra – "Sab Kuchh Seekha Hum Ne" - Anari
  - Majrooh Sultanpuri – "Jalte Hain Jiske Liye" - Sujata
  - Sahir Ludhianvi – "Tu Hindu Banega" - Dhool Ka Phool
- 1961 : Shakeel Badayuni – "Chaudhvin Ka Chand" from Chaudhvin Ka Chand
  - Shailendra – "Dil Apna Aur Preet Parai" - Dil Apna Aur Preet Parai
  - Shakeel Badayuni – Pyar Kiya To Darna Kya - Mughal-e-Azam
- 1962 : Shakeel Badayuni – "Husn Wale Tera" Gharana
  - Hasrat Jaipuri – "Teri Pyari Pyari Surat" - Ssural
  - Shailendra – "Hothon Pe Sacchai" - Jis Desh Men Ganga Behti Hai
- 1963 : Shakeel Badayuni – "Kahin Deep Jale" - Bees Saal Baad
  - Hasrat Jaipuri – "Ae Gulbadan" - Professor
  - Raja Mehdi Ali Khan – "Aapki Nazrone" - Anpadh
- 1964 :Sahir Ludhianvi – "Jo Waada Kiya" - Taj Mahal
  - Sahir Ludhianvi – "Chalo Ek Bar Phir Se" - Gumrah
  - Shakeel Badayuni – "Mere Mehboob Tujhe Meri" - Mere Mehboob
- 1965 : Majrooh Sultanpuri – "Chahunga Main Tujhe" from Dosti
  - Shailendra – "Dost Dost Na Raha" from Sangam
  - Bharat Vyas – "Jyot Se Jyot Jagate Chalo" from Sant Gyaneshwar
- 1966 : Rajendra Krishan – "Tumhi Mere Mandir" - Khandan
  - Hasrat Jaipuri – "Aji Rooth Kar Ab Kahan" - Arzoo
  - Indeevar – "Ek Tu Na Mila" - Himalay Ki Godmein
- 1967 : Hasrat Jaipuri – "Baharon Phool Barsao" - Suraj
  - Shailendra – "Sajan Re Jhoot" - Teesri Kasam
  - Shakeel Badayuni – "Naseeb Me Jiske" - Do Badan
- 1968 : Gulshan Kumar Mehta – "Mere Desh Ki Dharti" - Upkar
  - Anand Bakshi – "Sawan Ka Mahina" - Milan
  - Sahir Ludhianvi – "Neele Gagan Ke Tale" - Hamraaz
- 1969 : Shailendra – "Main Gaoon Tum" - Brahmachari
  - Hasrat Jaipuri – "Dil Ke Jharoke Mein" - Brahmachari
  - Sahir Ludhianvi – "Milti Hai Zindagi Mein" - Aankhen

### Années 1970
- 1970 : Neeraj – "Kal Ka Paiya" - Chanda Aur Bijli
  - Anand Bakshi – "Badi Mastani Hai" - Jeene Ki Raah
  - Anand Bakshi– "Kor a Kagaz Tha" - Aradhana
- 1971 : Verma Malik – "Sabse Bada Nadan" - Pehchan
  - Anand Bakshi – "Bindiya Chamkegi" - Do Raaste
  - Neeraj – "Bas Yehi Apradh" - Pehchan
- 1972 Hasrat Jaipuri – "Zindagi Ek Safar Hai Suhana" - Andaz
  - Anand Bakshi – "Na Koi Umang Hai" - Kati Patang
  - Neeraj – "Ae Bhai Zara Dekh Ke Chalo" - Mera Naam Joker
- 1973 : Verma Malik – "Jai Bolo Be-Imaan Ki" - Be-Imaan
  - Anand Bakshi – "Chingari Koi Bhadke" - Amar Prem
  - Santosh Anand – "Ek Pyaar Ka Nagma Hain" - Shor
- 1974 : Gulshan Kumar Mehta – "Yaari Hai Imaan Mera" - Zanjeer
  - Anand Bakshi – "Hum Tum Ek Kamre Mein" - Bobby
  - Anand Bakshi ;– "Main Shayar To Nahin" - Bobby
  - Indeevar – "Samjhauta Ghamose Kar Lo" - Samjhauta
  - Vithalbhai Patel – "Jhooth Bole Kauwa Kaate" - Bobby
- 1975 : Santosh Anand – "Main Na Bhooloonga" - Roti Kapada Aur Makaan
  - Anand Bakshi – "Gaadi Bula Rahi Hai" from Dost
  - Indeevar – "Behnane Bhai Ki Kalai" from Resham Ki Dori
  - M.G. Hashmat – "Mera Jeevan Kora Kagaz" from Kora Kagaz
  - Santosh Anand – "Aur Nahi Bus Aur Nahin" from Roti Kapda Aur Makaan
- 1976 : Indeevar – "Dil Aisa Kisi" - Amanush
  - Anand Bakshi – "Aayegi Zaroor Chiththi" - Dulhan
  - Anand Bakshi – "Mehbooba O Mehbooba" - Sholay
  - Gulzar – "Tere Bina Zindagi Se" - Aandhi
  - Vishweshwar Sharma – "Chal Sanyasi Mandir Mein" - Sanyasi
- 1977 : Sahir Ludhianvi – "Kabhi Kabhie Mere Dil Mein" - Kabhi Kabhie
  - Anand Bakshi – "Mere Naina Sawan Bhadon" - Mehbooba
  - Gulzar – "Dil Dhoondta Hai" - Mausam
  - Majrooh Sultanpuri – "Ek Din Bik Jaayega" - Dharam Karam
  - Sahir Ludhianvi – "Main Pal Do Pal Ka Shayar" - Kabhi Kabhie
- 1978 : Gulzar – "Do Deewaane Sheher Mein" - Gharaonda
  - Anand Bakshi – "Parda Hai Parda" - Amar Akbar Anthony
  - Gulza – "Naam Gum Jaayega" - Kinara
  - Majrooh Sultanpuri – "Kya Hua Tera Waada" - Hum Kisise Kum Naheen
  - Preeti Sagar – "Mera Gaon Kadhapane" - Manthan
- 1979 : Anand Bakshi – "Aadmi Musafir Hai" - Apnapan
  - Anand Bakshi – "Main Tulsi Tere Aangan Ki" - Main Tulsi Tere Aangan Ki
  - Anjaan – "Khaike Paan Banaraswala" - Don
  - Pandit Narendra Sharma – "Satyam Shivam Sundaram" - Satyam Shivam Sundaram
  - Ravindra Jain – "Ankhiyon Ke Jharokhon Se" - Ankhiyon Ke Jharokhon Se

### Années 1980
- 1980 : Gulzar – "Aanewala Pal" - Gol Maal
  - Anand Bakshi – "Sawan Ke Jhoole Pade" - Jurmana
  - Anand Bakshi – "Dafliwale" - Sargam
  - Jan Nisar Akhtar – "Aaja Re Mere Dilbar Aaja" - Noorie
  - Sahir Ludhianvi – "Dil Ke Tukde Tukde Kar Ke" - Dada
- 1981 : Gulzar – "Hazaar Raahen Mud Ke Dekhi" - Thodisi Bewafaii
  - Anand Bakshi – "Dard-e-Dil" - KarzKarz
  - Anand Bakshi – "Om Shanti Om" - Karz
  - Anand Bakshi – "Salaamat Rahe Dostana Hamara" - Dostana
  - Anand Bakshi – "Shisha Ho Ya Dil Ho" - Aasha
- 1982 : Anand Bakshi – "Tere Mere Beech Mein" - Ek Duuje Ke Liye
  - Anand Bakshi – "Solah Baras Ki Bali Umar" - Ek Duuje Ke Liye
  - Anand Bakshi – "Yaad Aa Rahi Hai" - Love Story
  - Gulzar – "Jahaan Pe Savera" - Baseraa
  - Santosh Anand – "Zindagi Ki Naa Toote" - Kranti
- 1983 : Santosh Anand – "Mohabbat Hai Kya Cheez" - Prem Rog
  - Amri Qazalbash – "Meri Kismat" - Prem Rog
  - Anjaan/Prakash Mehra – "Pag Ghungroo Baandh" - Namak Halaal
  - Hasan Kamal – "Dil Ke Armaan" - Nikaah
  - Hasan Kamal – "Dil Ki Yeh Arzoo Thi" - Nikaah
- 1984 : Gulzar – "Tujhse Naaraz Nahi Zindagi" - Masoom
  - Anand Bakshi – "Jab Hum Jawan Hoge" - Betaab
  - Gulshan Kumar Mehta – "Hamen Aur Jeene Ki" - Agar Tum Na Hote
  - Sawan Kumar Tak – "Shayad Meri Shaadi" - Souten
  - Sawan Kumar Tak – "Zindagi Pyar Ka Geet Hai" -Souten
- 1985 : Hasan Kamal – "Aaj Ki Awaaz" - Aaj Ki Awaaz
  - Anand Bakshi – "Sohni Chinam Di" - Sohni Mahiwal
  - Anjaan – "Manzilein Apni Jagah Hain" - Sharaabi
  - Anjaan/Prakash Mehra – "Inteha Ho Gayi" - Sharaabi
  - Indeevar – "Pyar Ka Tohfa Tera" - Tohfa
- 1986 : Vasant Dev – "Man Kyon Behka" - Utsav
  - Anand Bakshi – "Zindagi Har Kadam" - Meri Jung
  - Anjaan – "Yaar Bina Chain Kahaan Re" - Saaheb
  - Hasan Kamal – "Bahut Der Se" - Tawaif
  - Hasrat Jaipuri – "Sun Sahiba Sun" - Ram Teri Ganga Maili
  - Javed Akhtar – "Saagar Kinare" - Saagar
- 1987 - Pas d'attribution
- 1988 - Pas d'attribution
- 1989 Gulzar – "Mera Kuchh Saamaan" - Ijaazat
  - Javed Akhtar – "Ek Do Teen" - Tezaab
  - Majrooh Sultanpuri – "Papa Kehte Hain" - Qayamat Se Qayamat Tak

### Années 1990
- 1990 : Asad Bhopali – "Dil Deewana" - Maine Pyar Kiya
  - Anand Bakshi – "Lagi Aaj Sawan" - Chandni
  - Dev Kohli – "Aate Jaate Hanste Gaate" - Maine Pyar Kiya
- 1991 : Sameer – "Nazar Ke Saamne" - Aashiqui
  - Rani Malik – "Dheere Dheere Se" - Aashiqui
  - Sameer – "Naa Jaane Kahan Dil Kho Gaya" - Dil
- 1992 : Gulzar – "Yaara Seeli Seeli" - Lekin...
  - Faiz Anwar – "Dil Hai Ki Manta Nahin" - Dil Hai Ki Manta Nahin
  - Ravindra Jain – "Main Hoon Khushrang Henna" - Henna
  - Sameer – "Mera Dil Bhi" - Saajan
- 1993 : Sameer – "Teri Umeed Tera Intezar Karte Hai" - Deewana
  - Majrooh Sultanpuri – "Woh Sikander Hi Dosto" - Jo Jeeta Wohi Sikandar
  - Sameer – "Aisi Deewangi" - Deewana
- 1994 : Sameer – "Ghungat Ke Aad Se" - Hum Hain Rahi Pyar Ke
  - Anand Bakshi – "Choli Ke Peeche" - Khalnayak
  - Anand Bakshi – "Jaadu Teri Nazar" - Darr
  - Dev Kholi – "Yeh Kaali Kaali Ankhen" - Baazigar
  - Gulzar – "Dil Hum Hum" - Rudaali
- 1995 : Javed Akhtar – "Ek Ladki Ko Dekha" - 1942: A Love Story
  - Anand Bakshi – "Tu Cheez Badi" - Mohra
  - Dev Kholi – "Hum Aapke Hain Koun" - Hum Aapke Hain Koun..!
  - Sameer – "Ole Ole" - Yeh Dillagi
- 1996 : Anand Bakshi – "Tujhe Dekha To" - Dilwale Dulhania Le Jayenge
  - Anand Bakshi – "Ho Gaya Hai Tujhko To Pyar Sajna" - Dilwale Dulhania Le Jayenge
  - Majrooh Sultanpuri – "Raja Ko Rani Se Pyar" - Akele Hum Akele Tum
  - Mehboob – "Kya Kare" - Rangeela
  - Mehboob – "Tanha Tanha" - Rangeela
- 1997 Javed Akhtar – "Ghar Se Nikalte" - Papa Kehte Hai
  - Gulzar – "Chappa Chappa Charkha Chale" -Maachis
  - Majrooh Sultanpuri – "Aaj Main Upar" - Khamoshi: The Musical
  - Nida Fazli – "Jeevan Kya Hai" - Is Raat Ki Subah Nahin
  - Sameer – "Pardesi Pardesi" -Raja Hindustani
- 1998 : Javed Akhtar – "Sandese Aate Hai" - Border
  - Anand Bakshi – "Bholi Si Surat" -Dil To Pagal Hai
  - Anand Bakshi – "I Love My India" - Pardes
  - Anand Bakshi– "Zara Tasveer Se Tu" - Pardes
  - Javed Akhtar – "Chand Taare" - Yes Boss
- 1999 : Gulzar – "Chaiyya Chaiyya" - Dil Se
  - Gulzar – "Ae Ajnabi" -Dil Se
  - Javed Akhtar – "Mere Mehboob Mere Sanam" - Duplicate
  - Sameer – "Ladki Badi Anjaani Hai" - Kuch Kuch Hota Hai
  - Sameer& – "Tum Paas Aaye" - Kuch Kuch Hota Hai

### Années 2000
- 2000 : Anand Bakshi – "Ishq Bina" - Taal
  - Anand Bakshi – "Taal Se Taal Mila" - Taal
  - Israr Ansari – "Zindagi Maut Na Ban Jaaye" from Sarfarosh
  - Mehboob – "Aankhon Ki Gustakhiyan" - Hum Dil De Chuke Sanam
  - Mehboob – "Tadap Tadap Ke" - Hum Dil De Chuke Sanam
- 2001 : Javed Akhtar – "Panchchi Nadiyaan" - Refugee
  - Anand Bakshi – "Hum Ko Humise Chura Lo" - Mohabbatein
  - Gulzar – "Aaja Mahiya" - Fiza
  - Ibrahim Ashq – "Naa Tum Jaano Naa Hum" - Kaho Naa... Pyaar Hai
  - Sameer – "Tum Dil Ki Dhadkan Me"  -Dhadkan
- 2002 : Javed Akhtar – "Radha Kaise Naa Jale" - Lagaan
  - Anand Bakshi – "Udja Kale Kawan" - Gadar: Ek Prem Katha
  - Anil Pandey – "Suraj Hua Maddham" - Kabhi Khushi Kabhie Gham...
  - Javed Akhtar – "Mitwa" from Lagaan
  - Sameer – "Kabhi Khushi Kabhi Gham" from Kabhi Khushi Kabhie Gham
- 2003 : Gulzar – "Saathiya" - Saathiya
  - Nusrat Badr – "Dola Re Dola" - Devdas
  - Sameer – "Aapke Pyaar Mein" - Raaz
  - Sudhakar Sharma – "Sanam Mere Humraaz" - Humraaz
  - Sudhakar Sharma – "Tumne Zindagi Mein Aake" - Humraaz
- 2004 : Javed Akhtar – "Kal Ho Naa Ho" from Kal Ho Naa Ho
  - Javed Akhtar – "Tauba Tumhare" from Chalte Chalte
  - Javed Akhtar – "Ek Saathi" from LOC Kargil
  - Sameer – "Kissi Se Tum Pyar Karo" from Andaaz
  - Sameer – "Tere Naam" - Tere Naam
- 2005 : Javed Akhtar – "Tere Liye" - Veer-Zaara
  - Javed Akhtar – "Aisa Des Hai Mera" - Veer-Zaara
  - Javed Akhtar – "Main Hoon Na" - Main Hoon Na
  - Javed Akhtar – "Main Yahan Hoon" - Veer-Zaara
  - Javed Akhtar– "Yeh Taara Woh Taara" - Swades
- 2006 : Gulzar – "Kajra Re" - Bunty Aur Babli
  - Gulzar – "Chup Chup Ke" - Bunty Aur Babli
  - Gulzar – "Dheere Jalna" - Paheli
  - Sameer – "Aashiq Banaya Aapne" - Aashiq Banaya Aapne
  - Swanand Kirkire (en) – "Piyu Bole" - Parineeta
- 2007 : Prasoon Joshi – "Chand Sifarish" - Fanaa
  - Gulzar – "Beedi" - Omkara
  - Javed Akhtar – "Kabhi Alvida Naa Kehna" - Kabhi Alvida Naa Kehna
  - Javed Akhtar – "Mitwa" - Kabhi Alvida Naa Kehna
  - Prasoon Joshi – "Roobaroo" -Rang De Basanti
- 2008 : Prasoon Joshi – "Maa" - Taare Zameen Par
  - Gulzar – "Tere Bina" from Guru
  - Javed Akhtar – "Main Agar Kahoon" - Om Shanti Om
  - Sameer – "Jab Se Tere Naina" - Saawariya
  - Vishal Dadlani – "Ankhon Mein Teri" - Om Shanti Om
- 2009 : Javed Akhtar – "Jashn-E-Bahara" - Jodhaa Akbar
  - Abbas Tyrewala – "Kabhi Kabhi Aditi" - Jaane Tu... Ya Jaane Na
  - Gulzar – "Tu Meri Dost Hai" - Yuvvraaj
  - Jaideep Sahni – "Haule Haule" - Rab Ne Bana Di Jodi
  - Javed Akhtar – "Socha Hai" - Rock On!!
  - Prasoon Joshi – "Guzarish" - Ghajini

### Années 2010
- 2010 : Irshad Kamil – "Aaj Din Chadheya" - Love Aaj Kal
  - Gulzar – "Dhan Te Nan" - Kaminey
  - Gulzar – "Kaminey" - Kaminey
  - Javed Akhtar – "Iktara" - Wake Up Sid
  - Prasoon Joshi – "Masakali" - Delhi-6
  - Prasoon Joshi – "Rehna Tu" - Delhi-6
- 2011 : Gulzar – "Dil Toh Bachcha Hai Ji" - Ishqiya
  - Faiz Anwar – "Tere Mast Mast Do Nain" - Dabangg
  - Niranjan Iyengar – "Sajda" - My Name Is Khan
  - Niranjan Iyengar – "Noor-e-Khuda" - My Name Is Khan
  - Vishal Dadlani – "Bin Tere" - I Hate Luv Storys
- 2012 : Irshad Kamil – "Nadaan Parindey" - Rockstar
  - Gulzar – "Darling" - 7 Khoon Maaf
  - Irshad Kamil – "Sadda Haq" - Rockstar
  - Javed Akhtar – "Senorita" - Zindagi Na Milegi Dobara
  - Vishal Dadlani/Niranjan Iyengar – "Chammak Challo" -Ra.One
- 2013 : Gulzar – "Challa"  Jab Tak Hai Jaan
  - Amitabh Bhattacharya – "Abhi Mujh Mein Kahin" - Agneepath
  - Gulzar – "Saans" - Jab Tak Hai Jaan
  - Javed Akhtar – "Jee Le Zaara" - Talaash
  - Swanand Kirkire (en) – "Aashiyan" - Barfi!
- 2014 : Prasoon Joshi - "Zinda" - Bhaag Milkha Bhaag
  - Amitabh Bhattacharya – "Shikayatein" – Lootera
  - Amitabh Bhattacharya – "Kabira" – Yeh Jawaani Hai Deewani
  - Mithoon – "Tum Hi Ho" – Aashiqui 2
  - Swanand Kirkire (en) - "Manja" - Kai Po Che!
- 2015 : Rashmi Singh –  "Muskurane Ki Wajah" from CityLights
  - Gulzar –  "Bismil" from Haider'
  - Irshad Kamil –  "Pathaka Guddi" from Highway
  - Kausar Munir –  "Suno Na Sangemarmar" from Youngistaan
  - Amitabh Bhattacharya –  "Zehnaseeb" from Hasee Toh Phasee
- 2016 : Irshad Kamil – "Agar Tum Saath Ho" – Tamasha
  - Amitabh Bhattacharya – "Gerua" – Dilwale
  - Anvita Dutt Guptan – "Gulaabo" – Shaandaar
  - Gulzar – "Zinda" – Talvar
  - Kumaar – "Sooraj Dooba Hain" – Roy
  - Varun Grover – "Moh Moh Ke Dhaage" – Dum Laga Ke Haisha

## Articles